# Ole Jørgen Halvorsen
Ole Jørgen Halvorsen, né le 2 octobre 1987 à Sarpsborg en Norvège, est un footballeur norvégien qui joue au poste d'ailier droit au Sarpsborg 08 FF.

## Biographie

### Débuts professionnels
Né à Sarpsborg en Norvège, Ole Jørgen Halvorsen commence sa carrière dans le club local du Sarpsborg 08 FF. Il signe en août 2009 au Sogndal Fotball.
Le 14 mars 2012, Ole Jørgen Halvorsen rejoint le Fredrikstad FK. Il signe un contrat de quatre ans avec son nouveau club.

### Odds BK
Le 5 août 2013, Ole Jørgen Halvorsen s'engage en faveur de l'Odds BK. Il signe un contrat de deux ans et demi. Il joue son premier match sous ses nouvelles couleurs cinq jours plus tard, lors d'une rencontre de championnat face au Viking FK. Il entre en jeu à la place d'Elbasan Rashani, et les deux équipes se neutralisent (1-1). 
Le 4 juin 2014, il réalise son premier doublé pour l'Odds BK, lors d'une rencontre de coupe de Norvège contre le Notodden FK, il contribue ainsi à la victoire des siens par quatre buts à zéro.
Avec ce club, il découvre la coupe d'Europe, jouant son premier match le 2 juillet 2015, lors d'une rencontre qualificative pour la Ligue Europa 2015-2016 contre le FC Sheriff Tiraspol. Il est titularisé lors de cette rencontre remportée par son équipe par trois buts à zéro.

### FK Bodø/Glimt
Le 17 août 2016, Ole Jørgen Halvorsen est prêté par l'Odds BK au FK Bodø/Glimt jusqu'à la fin de la saison.

### Retour à Sarpsborg
Le 9 janvier 2017, Jørgen Halvorsen fait son retour au Sarpsborg 08 FF, club avec lequel il signe un contrat courant jusqu'en décembre 2018.